# Bani Challad
Bani Challad (arab. سوق الخميس; fr. Beni Khellad)  – jedna z 53 gmin w prowincji Tilimsan, w Algierii, znajdująca się w północnej części prowincji, około 40 km na południowy zachód od Tilimsan. W 2008 roku gminę zamieszkiwało 6933 osób. Numer statystyczny gminy w Office National des Statistiques d'Algérie to 1348.